# 埃托瓦 (阿肯色州)
埃托瓦（英語：Etowah）是一個位於美國阿肯色州密西西比縣的城鎮。

## 地理
埃托瓦的座標為35°43′02″N 90°13′19″W / 35.71722°N 90.22194°W，而該地的平均海拔高度為70米（即230英尺）。

## 人口
根據2020年美國人口普查的數據，埃托瓦的面積為15.39平方千米，當中陸地面積為15.38平方千米，而水域面積為0.01平方千米。當地共有人口254人，而人口密度為每平方千米16人。